# Угон Boeing 767 в Швейцарию
Угон Boeing 767 в Швейцарию — угон самолёта, произошедший в понедельник 17 февраля 2014 года. Boeing 767-3BGER авиакомпании Ethiopian Airlines, следовавший по маршруту Аддис-Абеба—Рим—Милан был захвачен вторым пилотом Хайлемедином Абера Тегегном по пути из Аддис-Абебы в Рим и приземлился в Женеве. Из 202 человек (193 пассажира и 9 членов экипажа), находившихся на борту, никто не пострадал. Хайлемедин был арестован швейцарскими властями и заочно осуждён эфиопским судом.

## Хронология событий
Рейс 702 вылетел из международного аэропорта Боле в Аддис-Абебе, в 00:30 по местному времени 17 февраля 2014 года. Во время полёта над Суданом транспондер самолёта начал передавать сигнал «7500» — международный код угона самолёта. Когда пилот вышел из кабины, чтобы воспользоваться туалетом, второй пилот запер дверь кабины и продолжил управление самолетом.
Рейс должен был прибыть в аэропорт Леонардо да Винчи-Фьюмичино в Риме, в 04:40 по центральноевропейскому времени, а затем продолжить свой путь в аэропорт Мальпенса в Милане. Вместо этого он направился в Женеву, где второй пилот сделал несколько кругов над городом, общаясь с авиадиспетчерской службой международного аэропорта Женевы, пытаясь договориться о политическом убежище для себя и получить гарантии того, что он не будет экстрадирован в Эфиопию.
В 06:02 по местному времени (UTC+1) самолет приземлился в международном аэропорту Женевы с запасом топлива, достаточным примерно для 10 минут полёта, и одним отказавшим двигателем.
Второй пилот вышел из самолета, спустившись по верёвке, выброшенной из окна кабины, он заявил, что угнал самолет, и сдался властям, после чего был взят под стражу. Во время инцидента аэропорт был ненадолго закрыт; пассажиры и члены экипажа не пострадали.
Самолёт сопровождали итальянские истребители Eurofighter и французские истребители Mirage, когда он входил в воздушное пространство этих стран. Швейцарские ВВС не среагировали, поскольку инцидент произошёл в нерабочее время, то есть до 8:00; Представитель ВВС Швейцарии заявил: «Швейцария не смогла вмешаться, поскольку её авиабазы закрыты ночью и в выходные дни. Это вопрос бюджета и кадров». Швейцария полагается на то, что соседние страны будут контролировать её воздушное пространство в нерабочее время; французские и итальянские военно-воздушные силы имеют разрешение сопровождать подозрительные воздушные суда в воздушном пространстве Швейцарии, но не имеют права сбивать самолеты над её территорией.

## Последствия

### Угонщик
Угонщиком рейса 702 был 31-летний Хайлемедин Абера Тегегн, который был вторым пилотом.
В мае 2014 года правительство Швейцарии отклонило запрос правительства Эфиопии об экстрадиции Хайлемедина. Первоначально швейцарские власти заявили, что Хайлемедин предстанет перед судом в Швейцарии. Однако в ноябре 2015 года швейцарский прокурор постановил, что Хайлемедин (который содержался под стражей в Швейцарии с момента его ареста) не будет преследоваться после того, как группа экспертов «единогласно постановила, что Хайлемедин находился в состоянии паранойи» во время угона и был неспособен к рациональному принятию решений. Затем Хайлемедин должен был предстать перед швейцарским федеральным судом, который предписал бы пилоту пройти лечение от психических заболеваний.
В марте 2015 года Верховный суд Эфиопии заочно осудил Хайлемедхина и приговорил его к 19,5 годам тюремного заключения.

### ВВС Швейцарии
Инцидент продемонстрировал ограниченные возможности средств ПВО Швейцарии. Хотя предложение по улучшению покрытия уже активно обсуждалось, угон привёл к внедрению состояния круглосуточной боевой готовности. С 4 января 2016 года 2 F/A-18 Hornet находилась в состоянии 15-минутной готовности с 8:00 до 18:00 в будние дни. Со 2 января 2017 года они находились в этом состоянии ещё и в выходные. С 31 декабря 2020 года ВВС Швейцарии находятся в 15-минутной готовности 24 часа в сутки 7 дней в неделю.